# Nederland op de Paralympische Winterspelen 1988
Nederland is een van de landen die deelnam aan de Paralympische Winterspelen 1988 in het Oostenrijkse Innsbruck.

## Deelnemers en resultaten
(m) = mannen, (v) = vrouwen 

### Alpineskiën
| Paralympiër | Onderdeel                   | Resultaat | Prestatie |
| ----------- | --------------------------- | --------- | --------- |
| Karel Hanse | Afdaling Klasse LW2 (m)     | 14de      | 1:28.85   |
| Karel Hanse | Reuzenslalom Klasse LW2 (m) | 10de      | 2:07.31   |
| Karel Hanse | Slalom Klasse LW2 (m)       | 14de      | 1:39.13   |
| Wiel Bouten | Afdaling Klasse LW2 (m)     | 22ste     | 1:36.28   |
| Wiel Bouten | Reuzenslalom Klasse LW2 (m) | 23ste     | 2:38.82   |
| Wiel Bouten | Slalom Klasse LW2 (m)       | 18de      | 1:46.60   |

### Langlaufen
| Paralympiër   | Onderdeel           | Resultaat | Prestatie |
| ------------- | ------------------- | --------- | --------- |
| Jan Visser    | 15 km Klasse B2 (m) | 13de      | 53:29.8   |
| Jan Visser    | 30 km Klasse B2 (m) | 14de      | 1:44:18.8 |
|               |                     |           |           |
| Tineke Hekman | 5 km Klasse B1 (v)  | 9de       | 29:06.3   |
| Tineke Hekman | 10 km Klasse B1 (v) | 9de       | 58:00.5   |

### Priksleeën
| Paralympiër     | Onderdeel               | Resultaat | Prestatie |
| --------------- | ----------------------- | --------- | --------- |
| Willem Hofma    | 100 m Klasse Gr II (m)  | 9de       | 17.26     |
| Willem Hofma    | 500 m Klasse Gr II (m)  | 9de       | 1:27.85   |
| Willem Hofma    | 1000 m Klasse Gr II (m) | 9de       | 2:53.15   |
| Willem Hofma    | 1500 m Klasse Gr II (m) | 10de      | 4:19.95   |
| Arthur Overtoom | 100 m Klasse Gr II (m)  | 8ste      | 17.26     |
| Arthur Overtoom | 500 m Klasse Gr II (m)  | 6de       | 1:20.07   |
| Arthur Overtoom | 1000 m Klasse Gr II (m) | 8ste      | 2:50.05   |
| Arthur Overtoom | 1500 m Klasse Gr II (m) | 8ste      | 4:12.79   |
| Johan Balder    | 100 m Klasse Gr II (m)  | 7de       | 17.23     |
| Johan Balder    | 500 m Klasse Gr II (m)  | 7de       | 1:21.01   |
| Johan Balder    | 1000 m Klasse Gr II (m) | 6de       | 2:42.35   |
| Johan Balder    | 1500 m Klasse Gr II (m) | 6de       | 4:05.16   |
|                 |                         |           |           |
| Gerda Lampers   | 100 m Klasse Gr II (v)  | 4de       | 20.46     |
| Gerda Lampers   | 500 m Klasse Gr II (m)  | 4de       | 1:35.31   |
| Gerda Lampers   | 1000 m Klasse Gr II (m) | 4de       | 2:07.83   |
| Gerda Lampers   | 1500 m Klasse Gr II (m) | 4de       | 3:02.16   |

Australië · 
België · 
Bondsrepubliek Duitsland · 
Canada · 
Denemarken · 
Finland · 
Frankrijk · 
Groot-Brittannië · 
Italië · 
Japan · 
Joegoslavië · 
Nederland · 
Nieuw-Zeeland · 
Noorwegen · 
Oostenrijk · 
Polen · 
Sovjet-Unie · 
Spanje · 
Tsjecho-Slowakije · 
Verenigde Staten · 
Zweden · 
Zwitserland